# آن فيربيرن
آن فيربيرن (بالإنجليزية: Ann Fairbairn)‏ هي مؤلفة أمريكية، ولدت في 1 مارس 1902 في كامبريدج في الولايات المتحدة، وتوفيت في 8 فبراير 1972 في مونتيري في الولايات المتحدة.